# Scheschonq I.
Scheschonq I. (auch Schoschenk I.; assyrisch Šusanqu, Schusanqu, Susinqu; hebräisch Šišak, Schischak, Šušak, Schuschak) war der altägyptische Begründer und 1. Pharao (König) der 22. Dynastie (Dritte Zwischenzeit) und regierte um 946 bis 924 v. Chr. Er ist nach seinem Onkel Osochor der zweite libysche Herrscher auf dem Thron der Pharaonen.

## Titulatur
- Nebtiname: Der in der Doppelkrone erscheint wie Harsiese („Horus,Sohn der Isis“), der die Götter mit der Maat zufriedenstellt
- Goldname: Mit mächtiger Kraft, der die Neun Bogen (die Feinde Ägyptens) schlägt, groß an Siegen in allen Ländern

## Familie
Scheschonq I. war der Sohn von Namilt (Lamitu) und Tanetsepeh. Aus seinen Ehen mit Karama (I.) und Penreschnes hatte er mindestens vier Kinder: seine Söhne waren Osorkon I., Namilt (I.) (Lamitu), den er zum Herrscher von Herakleopolis machte, und Iupet, den er als Hoherpriester des Amun installierte. Seine Tochter Taschepenbastet war mit Djedthotiuefanch, dem dritten Priester des Amun im Tempel von Karnak, verheiratet.

## Herrschaft
Die ersten vier Jahre war Scheschonq I. nur in Unterägypten als Pharao anerkannt. In einer Inschrift der priesterlichen Annalen von Karnak über das zweite Jahr seiner Herrschaft wird Scheschonq I. dort nur als „Groß-Häuptling der Mā“ (= Groß-Häuptling der Mešweš) tituliert, schlimmer noch: Hinter der Titulatur findet sich das hieroglyphische Zeichen für ‚Wurfstock‘, das Determinativzeichen für einen Fremden.
Erst im fünften Jahr seiner Regierung wurde er in Theben und damit auch in Oberägypten offiziell als Pharao erwähnt. Schwerpunkte der Regierung von Scheschonq I. sind die innere Festigung Ägyptens, der Feldzug nach Palästina und die Bautätigkeit insbesondere in Karnak. Scheschonq I. stärkt seine Macht, indem er das Amt des Hohepriesters seinem zweiten Sohn Iupet überträgt, und auch die Ämter des 2., 3. und 4. Hohepriesters werden mit Vertrauten besetzt. Der ältere Sohn Namilt (I.) wird Statthalter in Herakleopolis. Im 5. Jahr Scheschonqs I. stellt der Sohn eines untergebenen Fürsten der Mešweš nach Unruhen die Ordnung in der Oase Dachla wieder her und regelt Land- und Wasserstreitigkeiten (Dachla-Stele).
In einer Steleninschrift, die Scheschonqs Sohn Prinz Iupet zu einer Steinbrucheröffnung im zweiten Monat der Jahreszeit Schemu (Januar 925 v. Chr.) in Scheschonqs 21. Regierungsjahr niederschreiben ließ, wird Scheschonq I. zusätzlich explizit „Sjsq“ genannt. Hieraus leitet sich die Aussprache „Schischeq / Schascheq“ ab. Die Materialien des Steinbruchs waren für Baumaßnahmen in Theben bestimmt, die wiederum in Zusammenhang von Scheschonqs erfolgreich beendeten Palästina-Feldzug stehen. Die ägyptische Chronologie beruft sich auf jenen Feldzug, bei dem Scheschonq als Schischak im Alten Testament im Zusammenhang mit Rehabeams fünften Regierungsjahr erwähnt wird. (1. Kön. 14,25-26 , 2. Chr. 12,2-9 )

## Scheschonqs Palästina-Feldzug

### Chronologische Bewertung
Scheschonq führte den Feldzug nach ägyptischer Chronologie im Frühjahr oder Sommer 926 v. Chr. durch, etwa zwei Jahre vor seinem Tod. (Datierungsansatz von Edwin R. Thiele) Im Vergleich dazu setzt Herbert Donner die Regierungszeit Rehabeams auf eine Zeit von 926–910 v. Chr. an und postuliert damit ein „ungelöstes chronologisches Problem“.
In der ägyptischen Chronologie existieren wenige sogenannten „Ankerdaten“. Zu diesen zählen die Thronbesteigungen von Ramses II. im Jahr 1279 v. Chr. und Psammetich I. im Jahr 664 v. Chr. Die chronologischen Ansätze für dazwischen liegende Ereignisse in der dritten Zwischenzeit gelten noch immer als unsicher. Dies ist der Hintergrund vor dem eine Synchronisierung mit alttestamentlichen Angaben diskutiert wird. Neue und zuverlässige Synchronismen mit der assyrischen Chronologie wären hier hochwillkommen.

### Orte des Feldzuges
Die Ortsnamenliste Scheschonqs besteht aus drei Teilen. Im ersten Abschnitt werden neben den Neunbogenvölkern die Städte in Zentralpalästina genannt, wobei die erwähnten Orte drei Regionen zugeordnet werden können. Der zweite Teil enthält unter anderem zahlreiche kleinere Orte im Negev; die dritte Liste konzentriert sich auf den südlichen Küstenbereich. Art und Umfang des ersten Listenabschnitts lassen Scheschonqs Einsatzgebiete von Taanach bis Hafarajim sowie Mahanajim im Ostjordanland und von Gibeon bis Ajalon erkennen. Megiddo fungierte hierbei als militärischer Stützpunkt für die jeweiligen Angriffe.
Die alttestamentliche Forschung unternahm vor längerer Zeit Versuche, den aufgrund einiger durch Beschädigung nicht lesbarer Einträge fehlenden Namen Jerusalems mit in den Feldzug einzubeziehen. In ersten Übersetzungen der Städte deutete Jean-François Champollion das 29. Städteschild als Joudahamalek und nannte diesen Eintrag irrtümlich Königreich von Juda. Die allgemein akzeptierte Übersetzung wurde von W. Max Müller mit „Jud-hamelek“ geliefert (Hand des Königs, im übertragenen Sinn auch Monument des Königs), eine damalige Stadt in der Küstenebene bei Megiddo des biblisch schon um 1000 v. Chr. bezeichneten Gebiets Israel.
Nach Auswertung der archäologischen Ergebnisse und der historischen Quellen können die früheren Vermutungen bezüglich Jerusalems nicht bestätigt werden, zumal es sich offensichtlich um keinen politischen Feldzug handelte. Das Südreich Juda war außerdem nicht das Ziel Scheschonqs, da nur Randgebiete innerhalb einer militärischen Aktion betroffen waren. Dagegen ist ein umfangreicher Zerstörungshorizont in den nördlichen Orten Pnuel, Tirza und Sukkot erkennbar. In Pnuel befand sich Jerobeams Residenz. Möglicherweise handelte es sich unter anderem um einen Vergeltungsschlag Scheschonqs. Dagegen spricht jedoch der Charakter des Feldzugs, der sich auf Handelsrouten und die zugehörigen Ortschaften konzentrierte. Sicher belegt ist der Befund, dass die nördlich zerstörten Orte keinen wesentlichen Bestandteil von Scheschonqs Feldzug darstellten. Vielmehr handelte es sich um eine von zahlreichen kleineren militärischen Aktionen.